# Lijst van nummer 1-hits in de Nederlandse Single Top 100 in 1974
Deze hits stonden in 1974 op nummer 1 in de Daverende Dertig en vanaf 29 juni 1974 in de Nationale Hitparade, de voorlopers van de huidige Nederlandse Single Top 100.
| Nummer | Datum        | Artiest                             | Titel                               |
| ------ | ------------ | ----------------------------------- | ----------------------------------- |
| 78     | 5 januari    | Gerard Cox                          | 't Is weer voorbij, die mooie zomer |
|        | 12 januari   | Gerard Cox                          | 't Is weer voorbij, die mooie zomer |
| 80     | 19 januari   | The Three Degrees                   | Dirty ol' man                       |
|        | 26 januari   | The Three Degrees                   | Dirty ol' man                       |
|        | 2 februari   | The Three Degrees                   | Dirty ol' man                       |
|        | 9 februari   | The Three Degrees                   | Dirty ol' man                       |
| 81     | 16 februari  | Vader Abraham & Boer Koekoek        | Den Uyl is in den olie              |
| 82     | 23 februari  | Mud                                 | Dyna-mite                           |
| 83     | 2 maart      | The Hollies                         | The air that I breathe              |
| 82     | 9 maart      | Mud                                 | Dyna-mite                           |
|        | 16 maart     | Mud                                 | Dyna-mite                           |
|        | 23 maart     | Mud                                 | Dyna-mite                           |
| 84     | 30 maart     | Mud                                 | Tiger feet                          |
|        | 6 april      | Mud                                 | Tigerfeet                           |
|        | 13 april     | Mud                                 | Tigerfeet                           |
| 85     | 20 april     | The Cats                            | Be my day                           |
|        | 27 april     | The Cats                            | Be my day                           |
|        | 4 mei        | The Cats                            | Be my day                           |
| 86     | 11 mei       | ABBA                                | Waterloo                            |
|        | 18 mei       | ABBA                                | Waterloo                            |
| 87     | 25 mei       | Mud                                 | The cat crept in                    |
| 88     | 1 juni       | Ivan Heylen                         | De wilde boerndochtere              |
|        | 8 juni       | Ivan Heylen                         | De wilde boerndochtere              |
|        | 15 juni      | Ivan Heylen                         | De wilde boerndochtere              |
|        | 22 juni      | Ivan Heylen                         | De wilde boerndochtere              |
|        | 29 juni      | Ivan Heylen                         | De wilde boerndochtere              |
| 89     | 6 juli       | The Rubettes                        | Sugar baby love                     |
|        | 13 juli      | The Rubettes                        | Sugar baby love                     |
|        | 20 juli      | The Rubettes                        | Sugar baby love                     |
|        | 27 juli      | The Rubettes                        | Sugar baby love                     |
|        | 3 augustus   | The Rubettes                        | Sugar baby love                     |
|        | 10 augustus  | The Rubettes                        | Sugar baby love                     |
| 90     | 17 augustus  | George McCrae                       | Rock your baby                      |
|        | 24 augustus  | George McCrae                       | Rock your baby                      |
|        | 31 augustus  | George McCrae                       | Rock your baby                      |
|        | 7 september  | George McCrae                       | Rock your baby                      |
|        | 14 september | George McCrae                       | Rock your baby                      |
|        | 21 september | George McCrae                       | Rock your baby                      |
|        | 28 september | George McCrae                       | Rock your baby                      |
|        | 5 oktober    | George McCrae                       | Rock your baby                      |
| 91     | 12 oktober   | Carl Douglas                        | Kung fu fighting                    |
|        | 19 oktober   | Carl Douglas                        | Kung fu fighting                    |
|        | 26 oktober   | Carl Douglas                        | Kung fu fighting                    |
|        | 2 november   | Carl Douglas                        | Kung fu fighting                    |
|        | 9 november   | Carl Douglas                        | Kung fu fighting                    |
|        | 16 november  | Carl Douglas                        | Kung fu fighting                    |
|        | 23 november  | Carl Douglas                        | Kung fu fighting                    |
| 92     | 30 november  | George Baker Selection              | Sing a song of love                 |
|        | 7 december   | George Baker Selection              | Sing a song of love                 |
|        | 14 december  | George Baker Selection              | Sing a song of love                 |
| 93     | 21 december  | Mud                                 | Lonely this Christmas               |
|        | 28 december  | Geen Nationale Hitparade verschenen | Geen Nationale Hitparade verschenen |